# Johann Kuhnau
Johann Kuhnau (Geising, 6 de abril de 1660 - Leipzig, 5 de junio de 1722) fue un compositor alemán del Barroco, intérprete del órgano y el clave.
Nació en Geising. Obtuvo el puesto de cantor en la iglesia de Santo Tomás de Leipzig, siendo el predecesor de   Johann Sebastian Bach en este cargo.
Permaneció en Leipzig hasta su muerte, donde tuvo por alumnos a Johann David Heinichen y Christoph Graupner, los cuales se convertirían también en compositores.
Lo más destacado de su obra son sus composiciones para teclado, obras variadas que, por primera vez en la historia de la música para piano, llevan el nombre de sonatas (Fische Clavier Früchtee, 1696). También escribió música religiosa en forma de cantatas y una novela, Der musicalische Quack-Salber, en la cual relata las aventuras de un personaje a través de la Alemania del siglo XVIII. Esta obra es de gran valor para entender el ambiente musical e histórico del periodo.
Su música vocal religiosa comprende motetes latinos y unas veinte cantatas, que marcan el paso al nuevo estilo de cantata de la época de Bach.

## Piezas para clave y clavicordio
Johann Kuhnau publicó en vida cuatro libros de piezas para estos instrumentos:
- Primer Clavier-Übung (1689)
- Segundo Clavier-Übung (1692)
- Frische Clavier Früchte, oder Sieben Sonaten ("Frutos frescos para el teclado, o 7 Sonatas; 1696)
- Sechs Musikalische Vorstellugen einiger Biblische Historien ("Seis representaciones musicales de algunas historias bíblicas"; 1700)

Ambos Clavier-Übung contienen cada uno siete partitas. Kuhnau pudo inspirarse a la hora de concebir y denominar estos dos tratados en el término italiano Musica praticca, común durante el siglo XVI, ya que el primer volumen instruye a los compradores no sólo en la destreza con el teclado, sino en la aplicación práctica de la teoría musical, dado que cada una de las suites proporciona un ejemplo de las escalas mayores (do, re, mi, fa, sol, la y si♭) en lugar de los viejos modos o tonalidades, reconociendo las siete notas de la escala (en lugar de las seis de la vieja teoría hexacordal) como base de la armonía, como se estaba estableciendo en aquel entonces. El segundo volumen, continuó en la misma línea, desarrollando las escalas diatónicas, esta vez trabajando las escalas menores (do, re, mi, fa, sol, la y si♭).
El tercer libro, con 7 sonatas, fue la primera publicación en la que se otorga el nombre de sonata a una obra para solista. Pero es el último volumen, el que contiene las seis piezas también conocidas como "Sonatas Bíblicas", el que resulta particularmente interesante, pues incluye algunos de los ejemplos más tempranos de música programática extensa, que intenta describir asuntos mucho más variados que piezas de épocas anteriores de Byrd o Frescobaldi que representaban batallas. La 4ª de estas últimas sonatas sirvió de estímulo a Bach para componer su Capriccio en Si bemol Mayor BWV 992 "Al marcharse el querido hermano".